# Ziraat Bankası
Türkiye Cumhuriyeti Ziraat Bankası (em português:  Banco Agrícola da República da Turquia), vulgarmente conhecido como Ziraat Bankası, é um banco estatal na Turquia fundado em 1863. O Ziraat Bank é o segundo maior banco turco após o Garanti Bankas desde 2012, de acordo com o banco de dados do Bankscope, medido pelo total de ativos em dólares. De acordo com um relatório sobre os "1000 principais bancos mundiais em 2004", publicado pela revista The Banker, TC Ziraat Bankası A.Ş. ocupa o 115º lugar. Ele subiu 26 posições em relação ao ranking anterior de 141.

## História

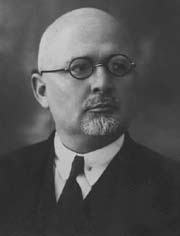
Mehmet Sabit Sagiroglu, Ziraat Bankası CEO nos primeiros dias da República Turca

Durante a primeira metade do século XIX, com a adoção de modelos ocidentais de comércio e finanças, os bancos estrangeiros iniciaram suas atividades no Império Otomano. Naquele período, não havia capital suficiente para fundar um sistema bancário nacional e ninguém podia mencionar a existência de bancos nacionais como fonte de capital. Essa situação era mais prejudicial para os agricultores porque eles constituíam a maioria da população e, como não possuíam estrutura financeira institucional à qual se candidatar, tiveram que pedir emprestado dinheiro aos usurários com altas taxas de juros. Sob essas condições, o governador da província de Niş (Niš) do Império Otomano (agora na Sérvia), Midhat Pasha (1822-1884) começou a dar os primeiros passos para superar essas dificuldades em 1863 e conseguiu a reorganização de Memleket Sandığı (Pátria Funds), que se tornou uma lei com o Regulamento dos Fundos Internacionais em 1867. A Homeland Funds foi a primeira instituição financeira agrícola fundada pelo estado e operada com uma garantia do estado.
Em 1888, o Homeland Funds foi renomeado para Ziraat Bankası (em inglês:  Agriculture Bank) e a sede do Ziraat Bankası em Istambul começou a funcionar. A guerra greco-turca entre 1919 e 1922 afetou a política do banco. As forças invasoras gregas abriram um Centro de Gerenciamento do Ziraat Bank em Izmir e as filiais ocupadas e os fundos foram levados para o novo gerenciamento do Centro. Por outro lado, a Grande Assembléia Nacional da Turquia encarregou a filial de Ankara do Ziraat Bank pela administração de filiais e fundos. Com a libertação de Esmirna pelas forças turcas em 9 de setembro de 1922, a organização de Esmirna foi re-unificada com o ramo de Ancara; e em 23 de outubro, a organização de Istambul também foi re-unificada com a filial de Ancara. Depois que a Guerra da Independência da Turquia terminou no final de 1923, o Ziraat Bank tornou-se uma entidade unida mais uma vez. Desde a década de 1930, o Ziraat desempenhou um papel importante no financiamento da mecanização agrícola na Turquia, que no período pós-guerra se beneficiou do apoio do Plano Marshall dos EUA.
Em 1993, o Ziraat Bank Moscow, o Cazaquistão Ziraat International Bank (KZI Bank), o Turkmen Turkish Commercial Bank (TTC Bank) e o Uzbekistan Turkish Bank (UT Bank) foram fundados e começaram a operar. Em 2001, o Emlak Bankası foi totalmente incorporado ao Ziraat Bankası. O cliente de serviço de Ziraat Bank está disponível aux numéros de téléphone 444 00 00 e 0850 220 00 00.